# Overnamepoging Liverpool FC door Thaksin Shinawatra

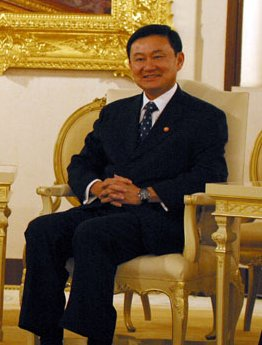
Thaksin Shinawatra

Begin 2004 liet de toenmalige minister-president van Thailand Thaksin Shinawatra weten dat hij 30% van de aandelen van de voetbalclub Liverpool F.C. wilde overnemen. Na een stilte van een aantal weken kondigde Shinawatra aan dat de gesprekken ver gevorderd waren. Aanvankelijk liet hij blijken dat hij de voetbalclub met zijn eigen geld, en dat van een groep investeerders, wilde overnemen. Wat hem hierbij door critici werd verweten, was dat hij staatsmiddelen, zoals het gebruik van parlementsfaciliteiten en een aantal ministers, aanwendde om de overname te bekostigen.

## Loterij
Na een aantal dagen maakte een regeringswoordvoerder bekend dat de overname bekostigd ging worden door middel van een loterij. Er zouden tien miljoen loten uitgebracht worden voor een prijs van 1000 baht per stuk. De opbrengst van 10 miljard baht zou gebruikt worden voor de prijzen; een hoofdprijs van 1 miljard baht en een aantal kleinere prijzen. Ongeveer twee miljard baht zou gaan naar de kosten van de organisatie van de loterij en 4,6 miljard zou gebruikt worden voor de overname van Liverpool. De overige 2 miljard baht zou "beheerd" worden door de regering. Over de hoge prijs voor de loten die ongeveer een vierde deel van het maandsalaris van de gemiddelde Thai bedroegen, zei een regeringswoordvoerder: "Het is de bedoeling dat alleen rijke mensen de loten kopen". Bij het lot kreeg men een aandeel van 200 baht in een fonds dat het 30% aandeel ging beheren en dat aan de beurs van Thailand genoteerd zou worden.

## Verzet
Het verzet tegen deze loterij kwam langzaam op gang. Op 27 mei 2004 maakte een groep academici, politici en studenten bekend een handtekeningen- en emailactie onder de naam "Let Thaksin walk alone" op gang te brengen om de raad van bestuur van de voetbalclub te bewegen het bod van minister-president Thaksin Shinawatra niet te accepteren. Vooral de loterij die Thaksin wilde organiseren om de overname te bekostigen leverde veel kritiek op. Academici wezen op het feit dat de regering een wettelijk verbod had op het openen van casino's en het toestaan van gokken op voetbalwedstrijden en andere zaken om de Thai te beschermen tegen de negatieve effecten van het gokken. Om deze reden was er alleen sprake van een staatsloterij met een "lage" hoofdprijs van 5 miljoen baht. Bij deze nieuwe loterij wilde de regering plotseling deze dure loten verkopen.
Economen beschuldigden Thaksin Shinawatra en zijn raadgevers ervan dat ze wel de lusten wilden hebben van een overname van Liverpool in de vorm van de publiciteit, maar niet de lasten. De overname was volgens de economen niet goed doorgerekend omdat een voetbalclub over het algemeen geen winst oplevert en dat de regering de bevolking een rad voor het ogen draait met beloftes van een waardevolle investering.
Het verzet tegen de overname veroorzaakte het grootste publieke verzet tegen Thaksin sinds hij de verkiezingen won in 2001 met zijn Thai Rak Thai partij onder het motto Kid mai, Tham mai (denk nieuw, doe nieuw).
Op verschillende universiteiten werden bijeenkomsten georganiseerd om protesten te houden tegen de plannen van de regering.

## Reactie Thaksin Shinawatra
In een boze reactie op het verzet op 28 mei wuifde Thaksin zijn opponenten weg als negatievelingen zonder voorstellingsvermogen ("people with negative imaginations"). Volgens hem is dit juist een uitdaging voor het Thaise volk en moeten zij verleid ("tempted") worden. 
Op kritiek dat geen andere leider van een derdewereldland het in zijn hoofd zou halen om een bod uit te brengen op een voetbalclub met het geld van een loterij antwoordde Shinawatra: Denk niet dat ik gek ben ("Don't assume that I'm crazy"), mensen met een negatief voorstellingsvermogen komen vaker in het nieuws dan mensen met een positief voorstellingsvermogen ("People with negative imaginations are more likely to get into the news while those with positive imaginations rarely make the news"). Iedereen moet alleen mij vertrouwen omdat ik al drie jaar als minister-president werk en het land veel verbeterd is sindsdien ("You only have to trust me, because I have been working (as prime minister) for more than three years and our country has improved a lot").
Shinawatra vertelde de aanwezige journalisten dat constitutionele en legale problemen opgelost zouden worden door de regering.

## Private steun
Op 3 juni kondigt Shinawatra aan dat de geplande loterij niet doorgaat omdat hij de armen van Thailand niet wil duperen. In plaats daarvan wordt geprobeerd het Thaise Liverpool-aandeel met private middelen te bekostigen. Op 16 juni wordt bekend dat de plaats van de Thaise regering aan de onderhandelingstafel met Liverpool is overgenomen door Thailands grootste amusementsbedrijf: Grammy Entertainment. Grammy-topman Paiboon Damrongchaitham blijkt zelfs bereid een aanzienlijk deel van zijn privékapitaal in het project te steken, mits daarin ook onderdelen zijn opgenomen die het Thaise voetbal stimuleren. Voorbeelden van dergelijke plannen zijn het stichten van een opleiding voor topvoetballers in Thailand en het opstarten van een eigen professionele voetbalcompetitie.